# Stefano Polito
Stefano Polito o Stephanus Polito (Moltrasio, 1763 – Londra, 1814) è stato un imprenditore e circense italiano, noto per essere stato il proprietario di vari circhi in Inghilterra, durante l'età georgiana.

## Biografia

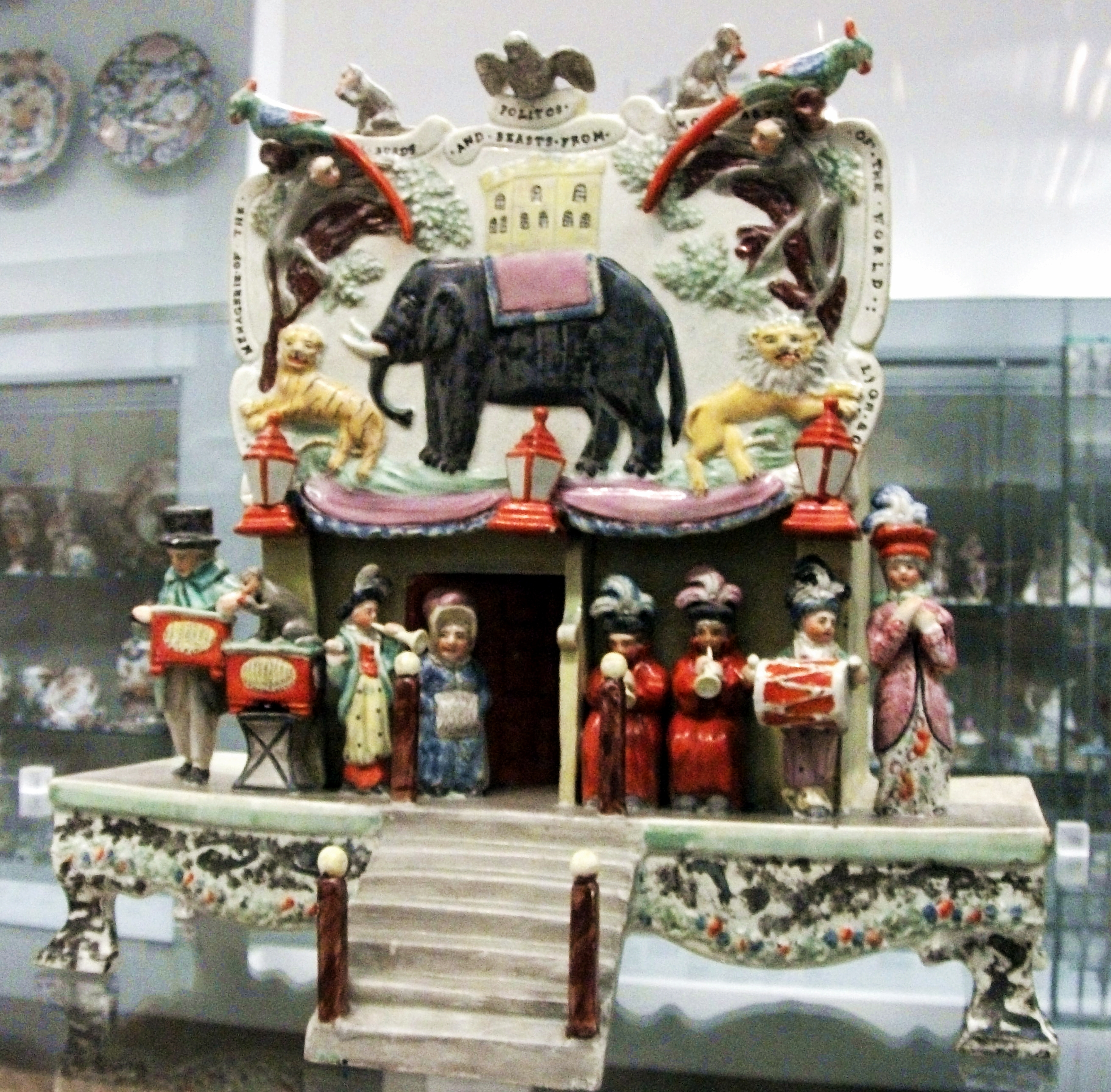
Ornamento da camino in ceramica risalente al 1830, raffigurante la Menagerie della famiglia Polito.

Polito nasce a Moltrasio (CO) nel 1763.
Possedeva un grande circo in Inghilterra nel XVIII secolo. Entrò in collaborazione con un altro menagerista di nome Miles e nel 1798 venne creata la società "Miles and Polito's Menagerie". Nel 1799 venne presentato un primo circo alla Bartholomew Fair di Londra. Il circo di Polito partecipò anche alla Nottingham Goose Fair nel 1807.
Polito, successivamente, acquistò il circo permanente dell'Exeter Exchange presso Strand a Londra dalla famiglia Pidcock e nel 1810 lo ribattezzò "Royal Menagerie".
Dall'anno 1810 inizia ufficialmente la "tournée" di Polito. I vari circhi di proprietà attraversarono l'Inghilterra. Note sono le visite ad Oxford, Birmingham e in Galles.
Agli spettacoli proposti nel corso degli anni parteciparono varie personalità famose, tra le quali, William Wordsworth, Lord Byron, Edwin Landseer e Jacques-Laurent Agasse.

## La famiglia Polito a Londra
La famiglia Polito, originaria di Moltrasio, ha avuto un ruolo significativo nella scena circense di Londra durante l'età georgiana. Nel corso del '800 ha iniziato ad acquisire diversi serragli e hotel in tutta Londra, divenendo molto influente in città.

## Impatto culturale e artistico
La Royal Menagerie dell'Exeter Exchange, gestita da Stefano Polito a partire dal 1810, non era solo un'esibizione di animali esotici, ma rappresentava anche una porta aperta verso mondi lontani per il pubblico londinese. In un'epoca in cui i viaggi erano limitati, la menagerie portava davanti agli occhi dei cittadini animali mai visti prima, come elefanti, leoni, tigri e altri animali esotici. Gli animali della collezione della famiglia Polito divennero soggetti per artisti rinomati del periodo. Edwin Landseer, ad esempio, famoso pittore di animali, dipinse alcune delle creature della menagerie. Jacques-Laurent Agasse, un altro celebre artista, immortalò gli animali in opere che combinavano un'accurata rappresentazione scientifica/anatomica con un'estetica pittorica romantica.